# Raoul de Cierrey
Raoul de Cierrey est un évêque d'Évreux du premier quart du XIIIe siècle.

## Biographie
Issu d'une famille noble des environs d'Évreux,, il est le neveu de Guérin de Cierrey († 1201), évêque d'Évreux. Chanoine vers 1198, il est doyen du chapitre de 1201 à 1220.
Élu évêque d'Évreux en 1220, il confirme la même année les possessions de l'abbaye de Lyre. Il assiste l'année suivante à la dédicace de l'abbatiale de La Trappe.
Il est présent lorsque Gaufrid, abbé de Sainte-Croix reçoit de Guy, évêque de Carcassonne, avec l'accord de Gautier, abbé de Saint-Germain-des-Prés, les reliques de saint Leufroy.
Il meurt le 18 mars 1223.

## Armoiries
Raoul portait : « de sable à la croix dentelée d'or.»